# 安立敏
安立敏（1954年12月—）女，山西广灵人，中华人民共和国铁路高管。

## 生平
1975年3月参加工作，1981年4月加入中国共产党，北方交通大学机械系车辆专业毕业，大学学历，工学学士学位，高级政工师，高级工程师。1975年3月至1978年3月，任内蒙古自治区呼和浩特市一中教师。1978年3月至1982年1月，在北方交通大学机械系车辆专业学习。1982年1月至1984年7月，任北方交通大学党委学生工作部部员、校团委副书记。1984年7月至1984年12月，任全国铁道团委负责人。1984年12月至1990年3月，任全国铁道团委副书记。1990年3月至1993年4月，任全国铁道团委书记。其间，1991年9月至1992年7月在中央党校一年制中青年干部培训班学习。
1993年4月至1994年6月，任铁道部政治部办公室副主任。1994年6月至1998年9月，任铁道部人事司副司长（政治部干部部副部长）。1998年9月至2002年1月，任铁道部人事司司长（政治部组织部部长）。
2002年1月至2002年3月，任铁道部纪委书记、党组成员，人事司司长（政治部组织部部长）。2002年3月至2013年3月，任铁道部纪委书记、党组成员。2013年3月至2017年9月，任中国铁路总公司党组纪检组组长、党组成员。2017年9月起，任中国铁路总公司党组成员。
她是第十六届、十七届、十八届中央纪委委员。